# Tivaouane
Tivaouane – miasto w Senegalu, w regionie Thies, 53 100 mieszkańców (2006). Dominuje tu przemysł spożywczy, miasto jest także ważnym ośrodkiem handlowym. W Tivaouane znajduje się także siedziba islamskiego bractwa Tijaniya i działa meczet z początków XX wieku.